# LinuxMCE
LinuxMCE (Linux Media Center Edition) – multimedialna platforma na komputery PC (HTPC). Tworzona na licencji Open Source konkurencja dla Windows XP MCE. Jednakże znacznie bardziej uniwersalna. Głównym celem projektu jest stworzenie platformy obsługującej w pełni multimedialny dom. Jest to zbiór oprogramowania lecz podobnie jak Media Center w Windows dostępny jest tylko w formie zintegrowanej z systemem.

## Najważniejsze cechy
LinuxMCE charakteryzuje się dużą elastycznością i kompatybilnością ze sprzętem oraz prostotą użytkowania i konfiguracji. Opiera się na zasadzie plug and play, zaś kreatory konfiguracyjne wsparte są komentarzem wideo dzięki czemu nawet osoba niemająca wcześniej styczności z komputerem może go obsłużyć.